# Nha Trang
Nha Trang (prononciation en vietnamien : /ɲaː˧ ʈaːŋ/ ) dans l'ancien  Kauthara – son nom historique en langue cham – est la capitale de la province de Khánh Hòa, au Viêt Nam. C'est une cité balnéaire de plus de 300 000 habitants. Les habitants de la ville s'appellent « les Nhatranais » en français.
La ville est très appréciée des touristes car elle bénéficie d'un climat particulièrement agréable et d'une plage longue de 7 km longée par la Tran Phu, la rue principale de la ville.
La baie de Nha Trang, fait partie du Club des plus belles baies du monde qui regroupe 43 baies dans 26 pays, réunies pour préserver leur environnement.

## Histoire

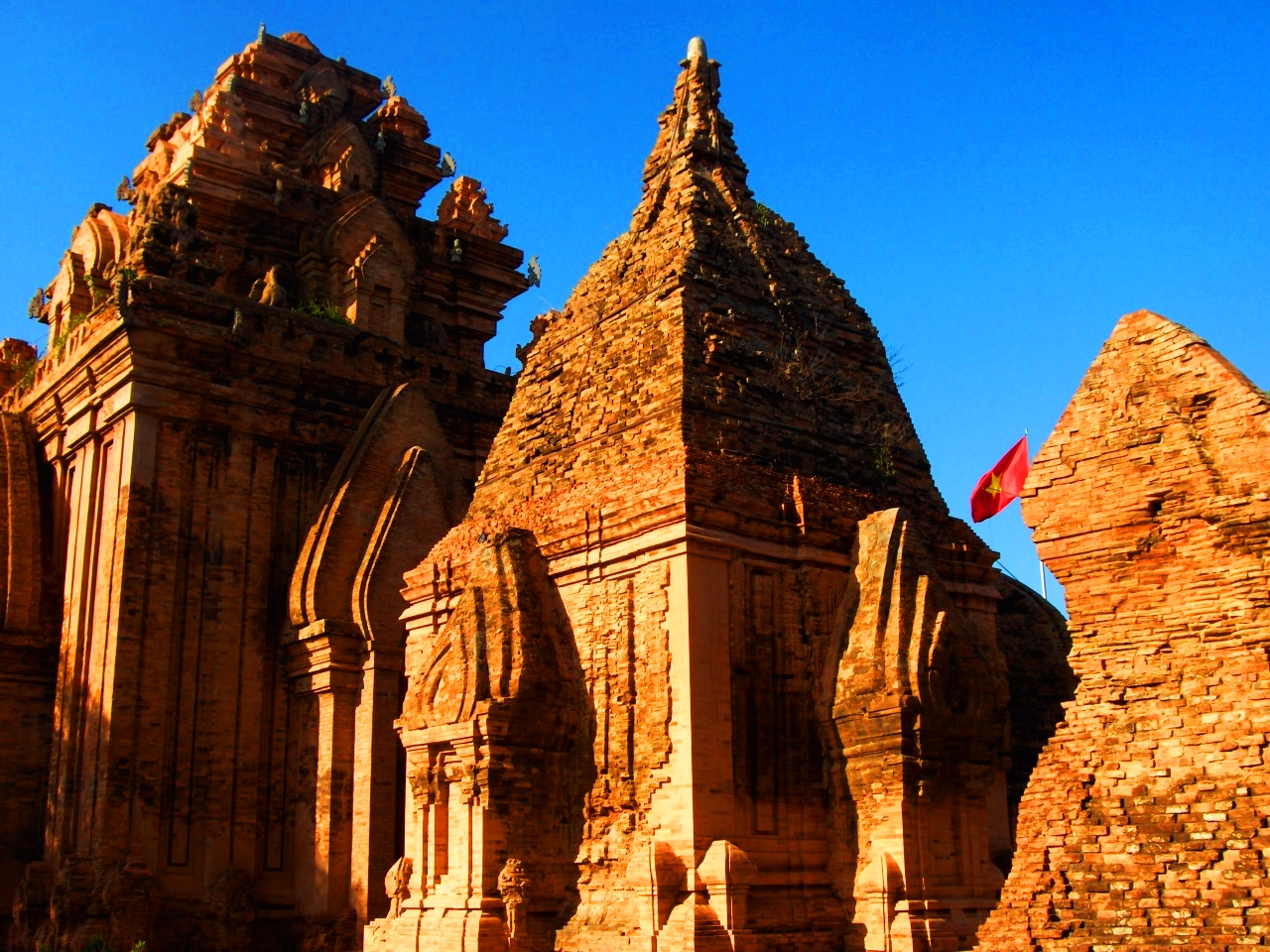
Tours Cham du Po Nagar.

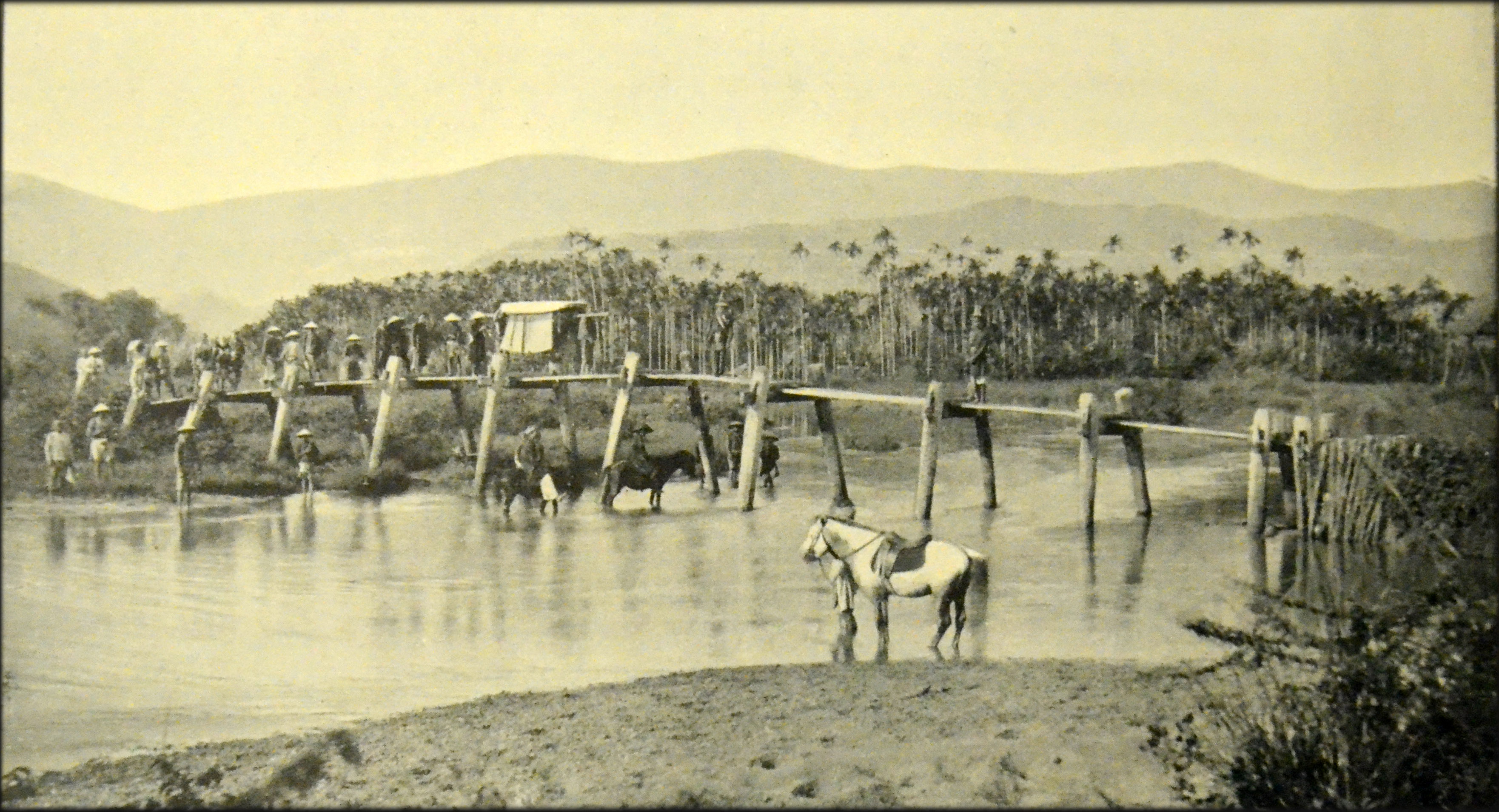
Mandarins traversant un pont près de Nha Trang (vers 1900).

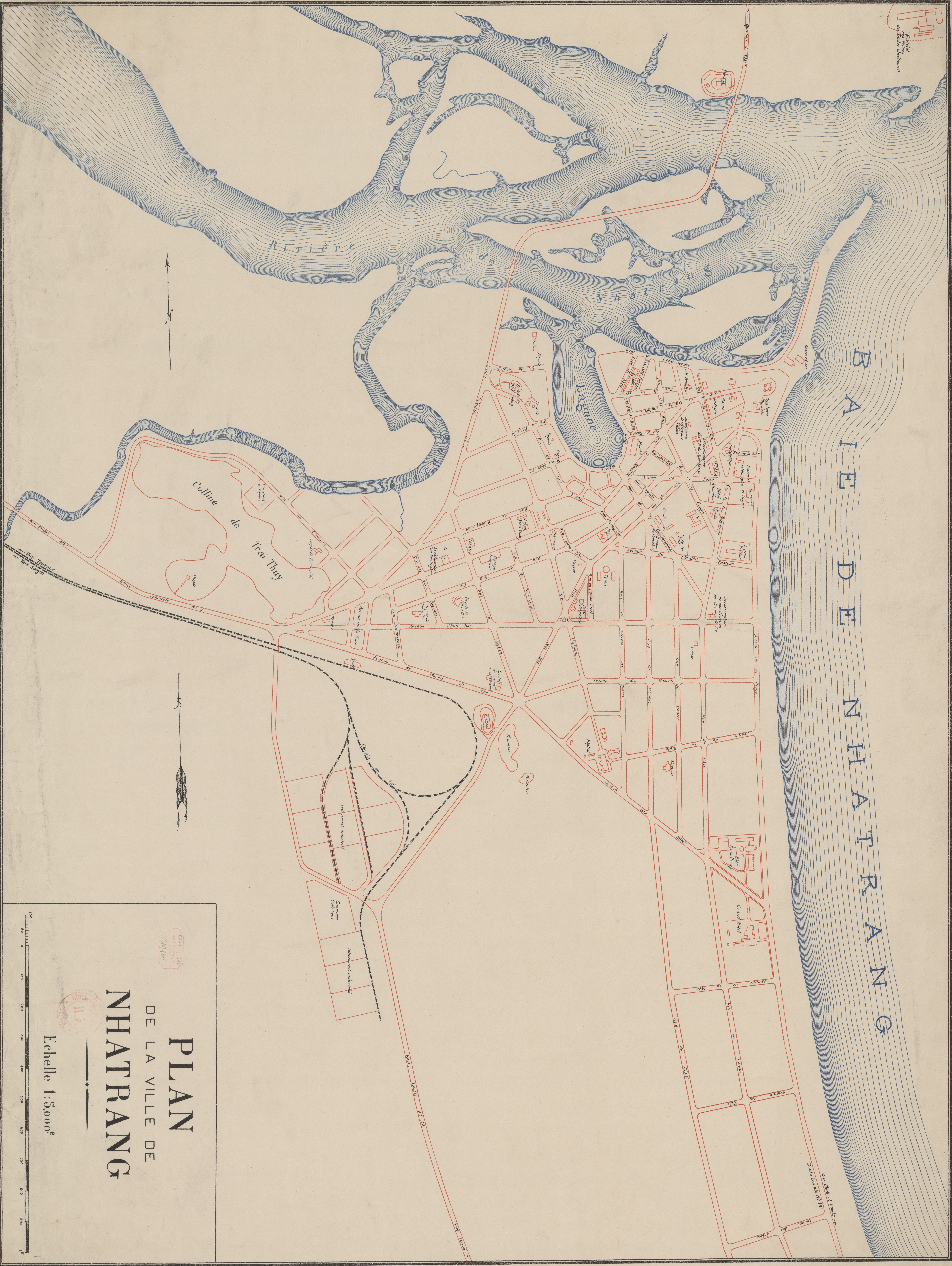
Plan de la ville de Nhatrang en 1933

La ville de Nha Trang appartenait au Royaume de Champā, habité par les Chams.
Il y a eu environ 200 rois au Centre Viêt Nam (Annam) avant leur « disparition ».
Fondée en 240 apr. J.-C. (stèle de Vo Cao) :

« Que mon fils et mon frère prennent ce qu'ils veulent dans mes biens,

Que le reste soit distribué à mon peuple

Que mes successeurs fassent de même »

— Inscription en sanscrit actuellement à Hanoï
En 748, construction du groupe de temples de Po Nagar (hindouistes) par le peuple cham où se pratique encore actuellement l'adoration du lingam et de la yoni (symboles de l'énergie mâle et femelle, Yang/yin, et de l'amour principal moteur de la vie).
La ville fut pillée par les Khmers en 950.
En 1640 (environ), la ville est envahie par les gens du Nord, les Giao Chi, appelés par la suite Kinh ou Viêts. Ceci entraîne la « disparition » des Cham.

## Géographie
Nha Trang est située sur le littoral de la mer de Chine méridionale à 480 km de Hô Chi Minh-Ville et à 1 450 km de Hanoï. Elle est traversée par le fleuve Cái (ou Phu Loc).

## Transports
On peut se rendre à Nha Trang :
- En avion : l'aéroport international est situé à Cam Ranh. Des taxis ainsi qu'un système de bus-navettes relient l'aéroport à la ville de Nha Trang. La durée du trajet est d'une trentaine de minutes et permet d'admirer une magnifique vue sur la mer.
- En train : la ville est desservie par la gare de Nha Trang.
- En bus, notamment avec des tickets Open Tour : plusieurs compagnies effectuent les trajets au départ et en direction de Hô Chi Minh-Ville, Đà Lạt et Hội An.
- En minibus.

En ville, les habitants utilisent le bus, la marche à pied, le vélo et surtout la motocyclette.

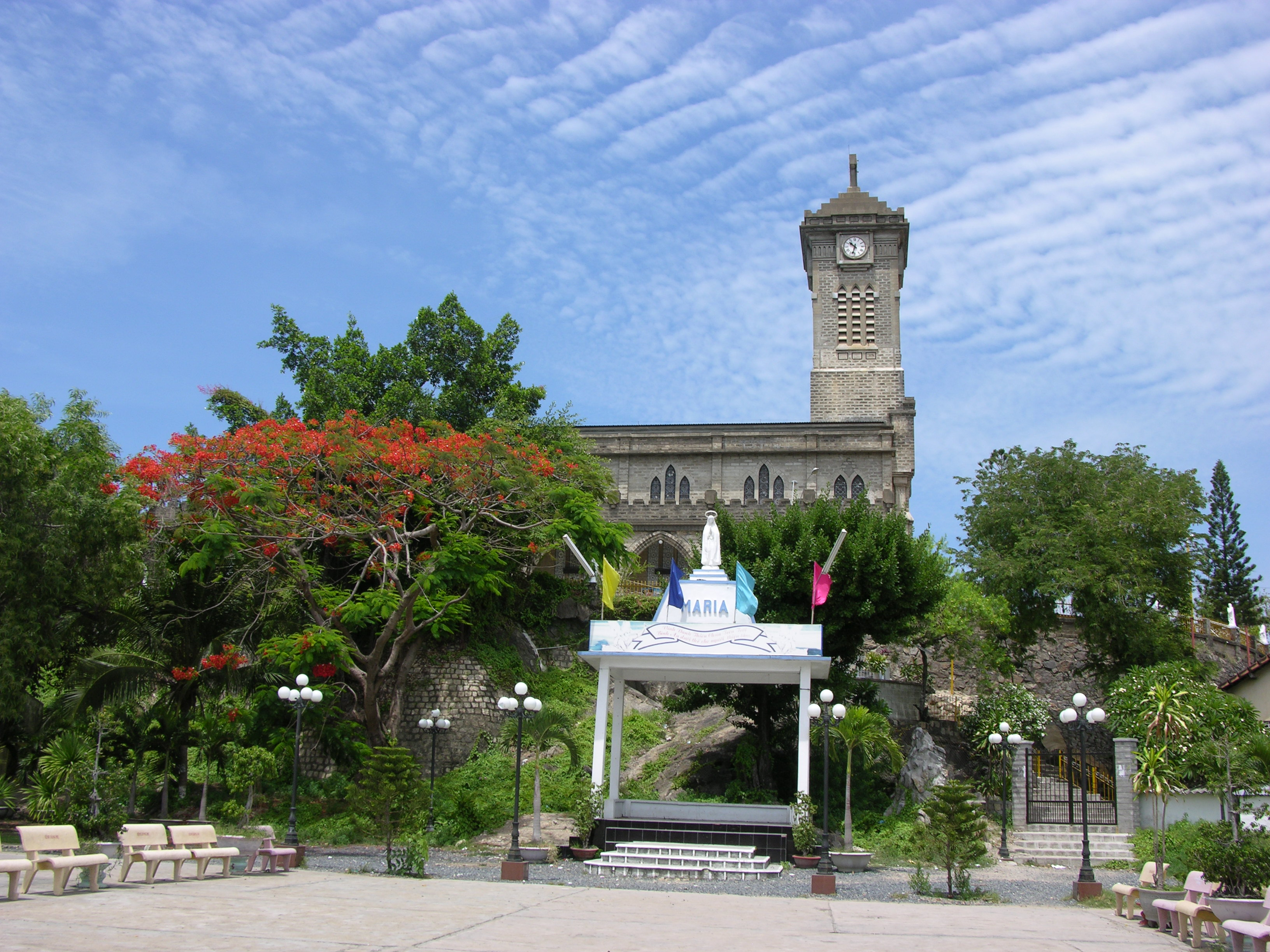
Cathédrale du Christ-Roi.
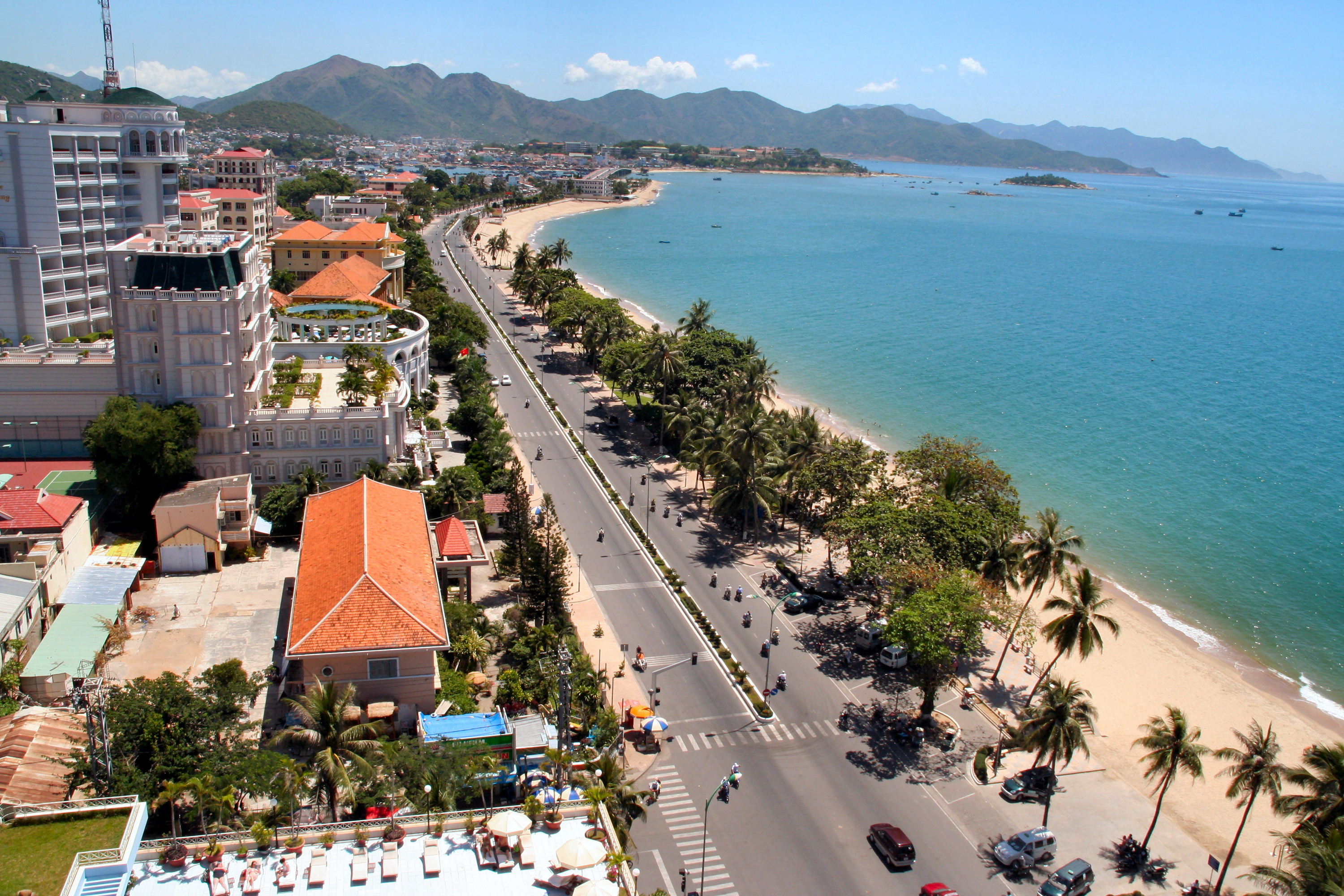
Rue Tran Phu.
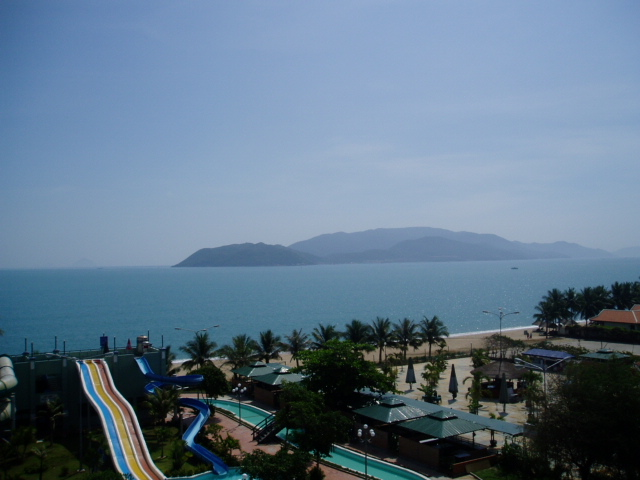
Baie de Nha Trang.
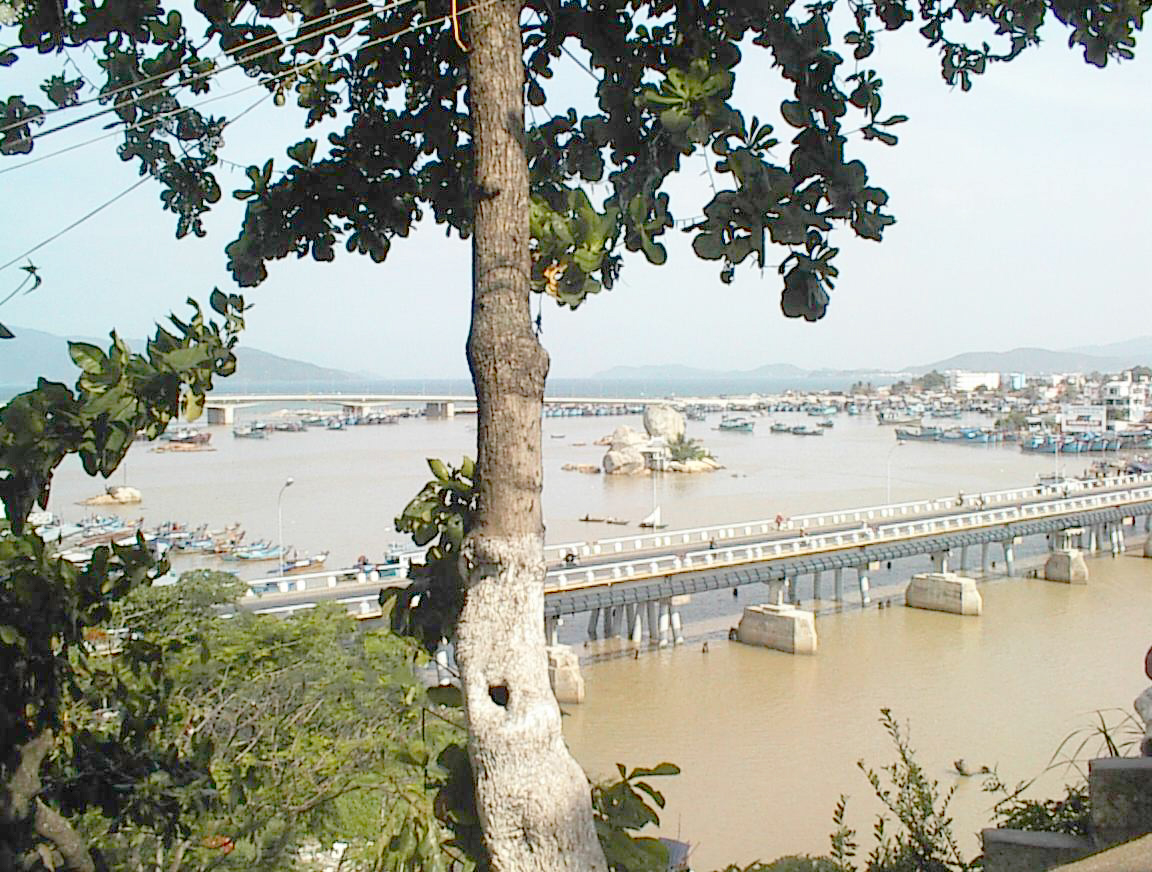
Embouchure du fleuve, Nha Trang.
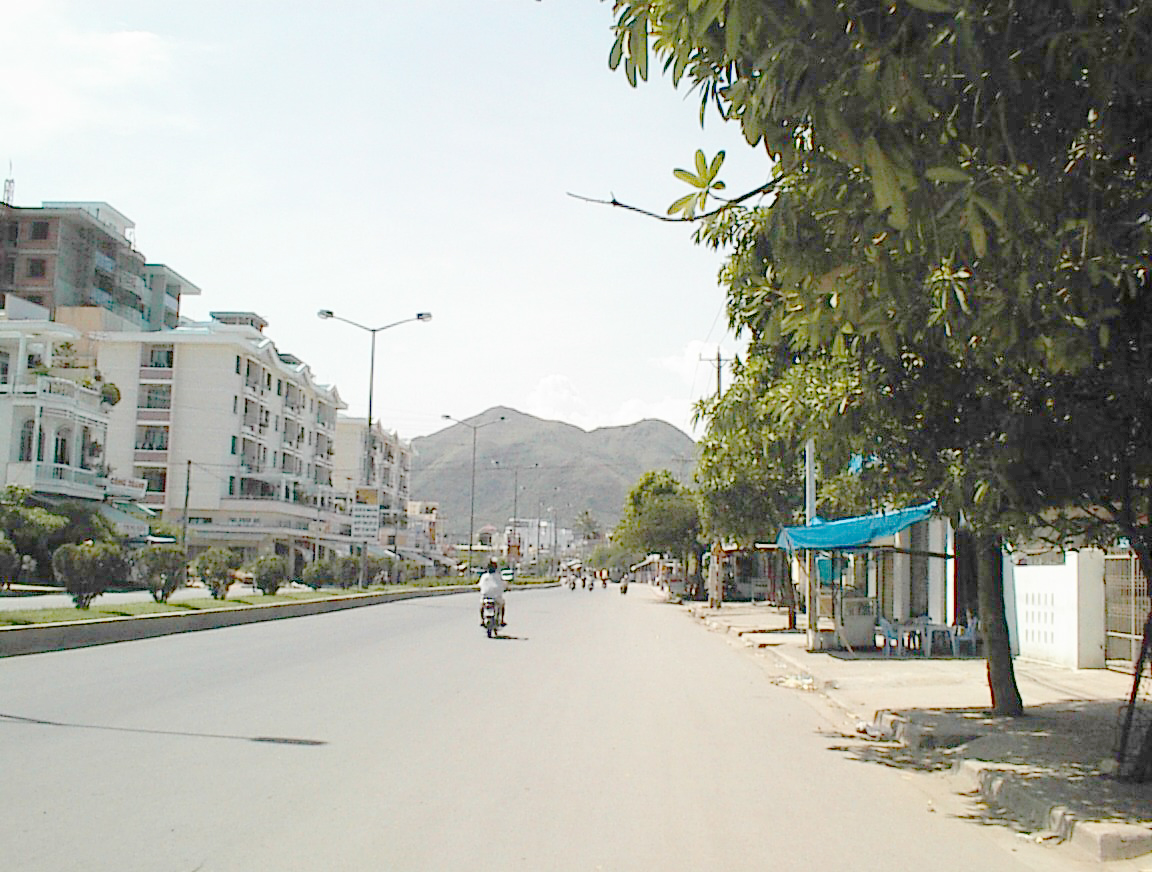
Tran Phu, rue principale de Nha Trang.

## Culture et loisirs
En ville :

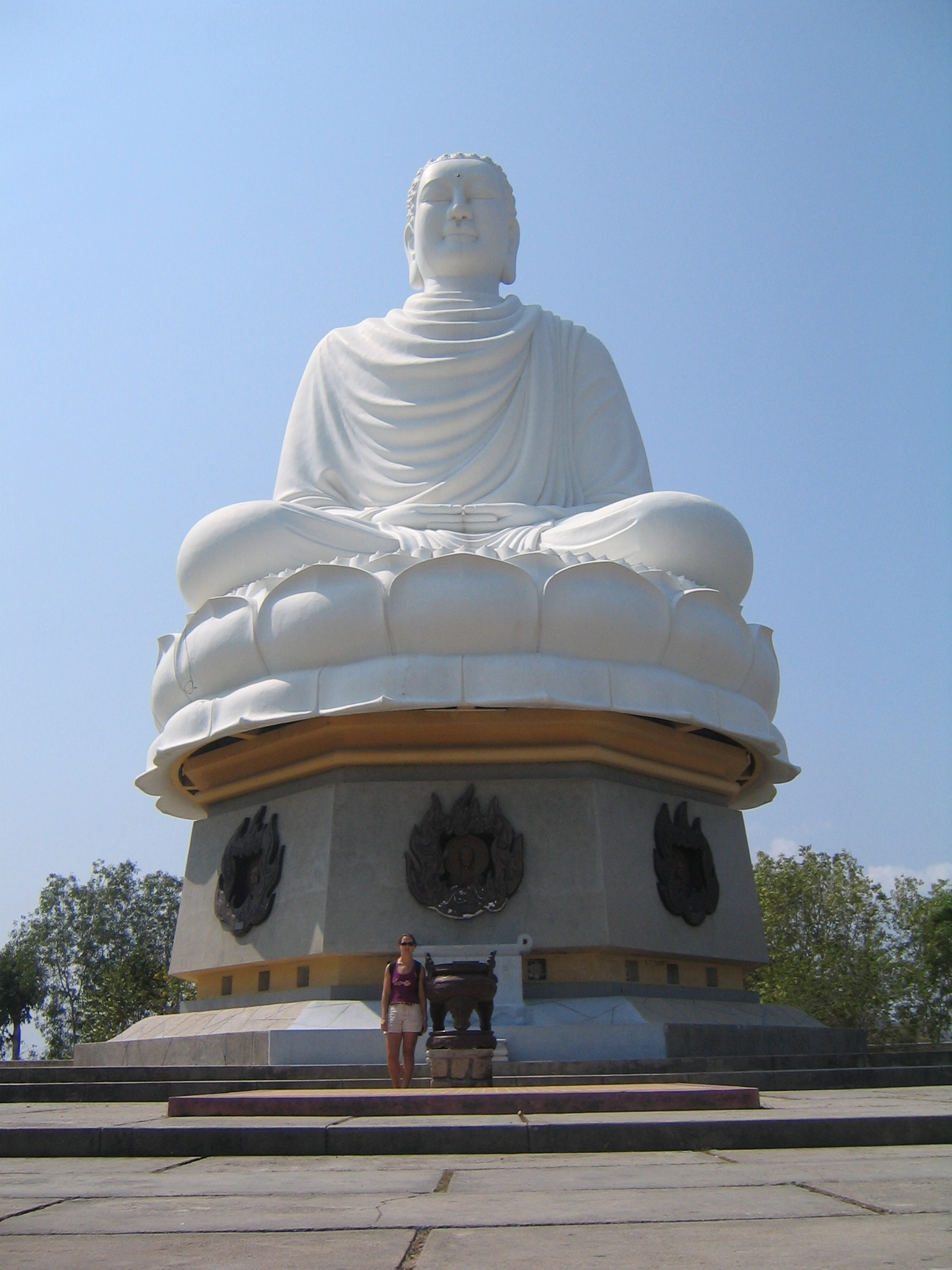
Grand bouddha de Nha Trang.

- Le musée Yersin, consacré à Alexandre Yersin, découvreur du bacille de la peste. Les panneaux retraçant sa vie sont rédigés en français et la conservatrice est francophone.
- La pagode de Long Son, avec son Bouddha de neuf mètres
- Le temple Cham de Po Nagar
- Les villas de Bao Dai, dites villas du pont de pierre

À la sortie de la ville :
- Les sources d'eau chaude et les bains de boue
- Le port où des navettes conduisent aux îles

Aux alentours :  
- Le tombeau de Yersin
- La plage de Doc Let
- Les cascades de Ba Ho
- L'île de Hòn Tre

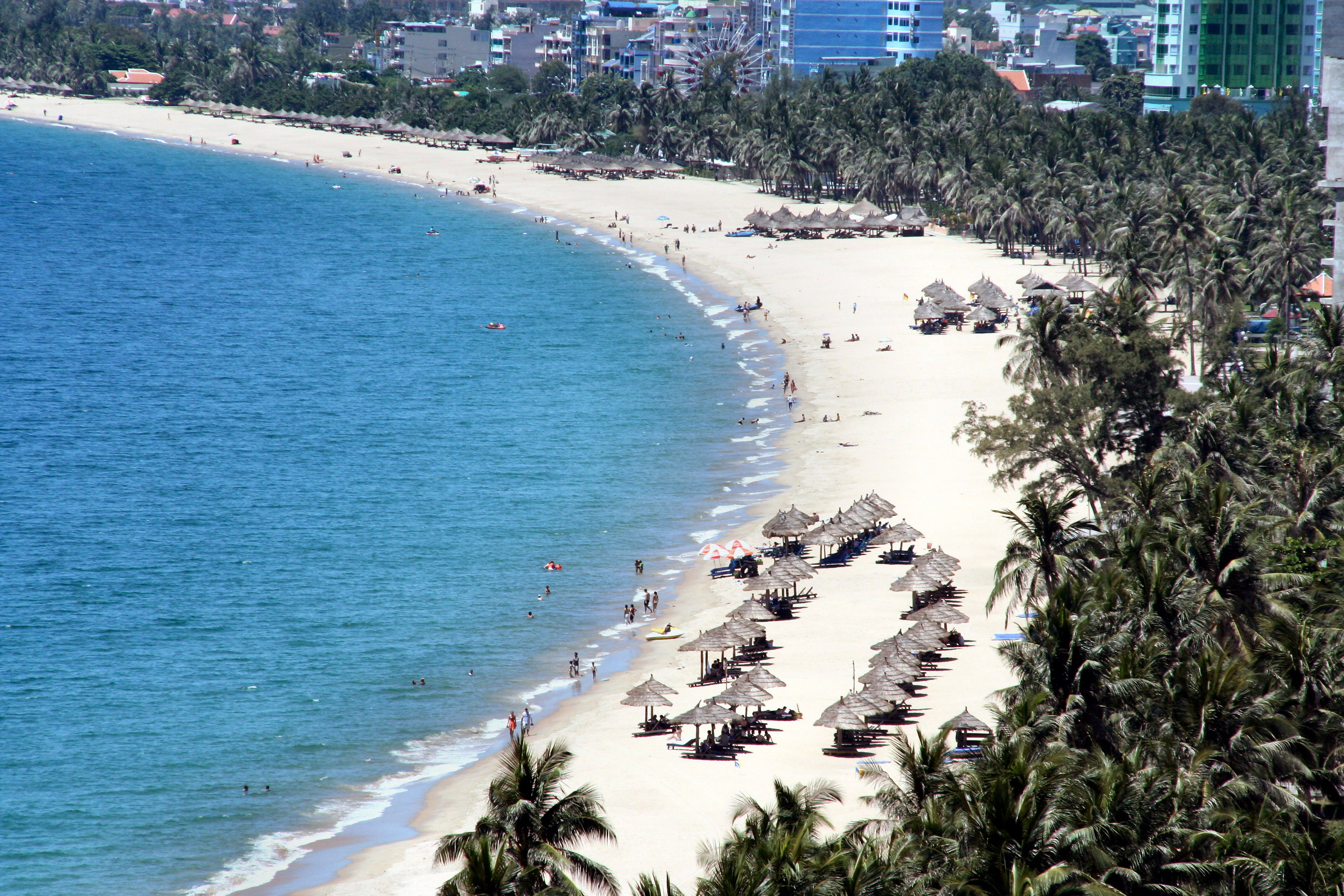
Plage de Nha Trang.

L'actuel hôtel Thang Loi, devant la plage sur la rue Thang Loi ex avenue de la Plage, s'appelait autrefois « La Frégate ». Le grand cinéma de la ville était l'Alhambra.
Les autres hôtels étaient :
- en 1949 : l'hôtel Beau Rivage, le Grand Hôtel, l'hôtel Terminus en face de la gare.
- en 1962 : l'hôtel Nautique devant l'Institut Pasteur, la Frégate, le Pacific.

### Culte
- Cathédrale du Christ-Roi, siège du diocèse de Nha Trang

### Plongée sous-marine

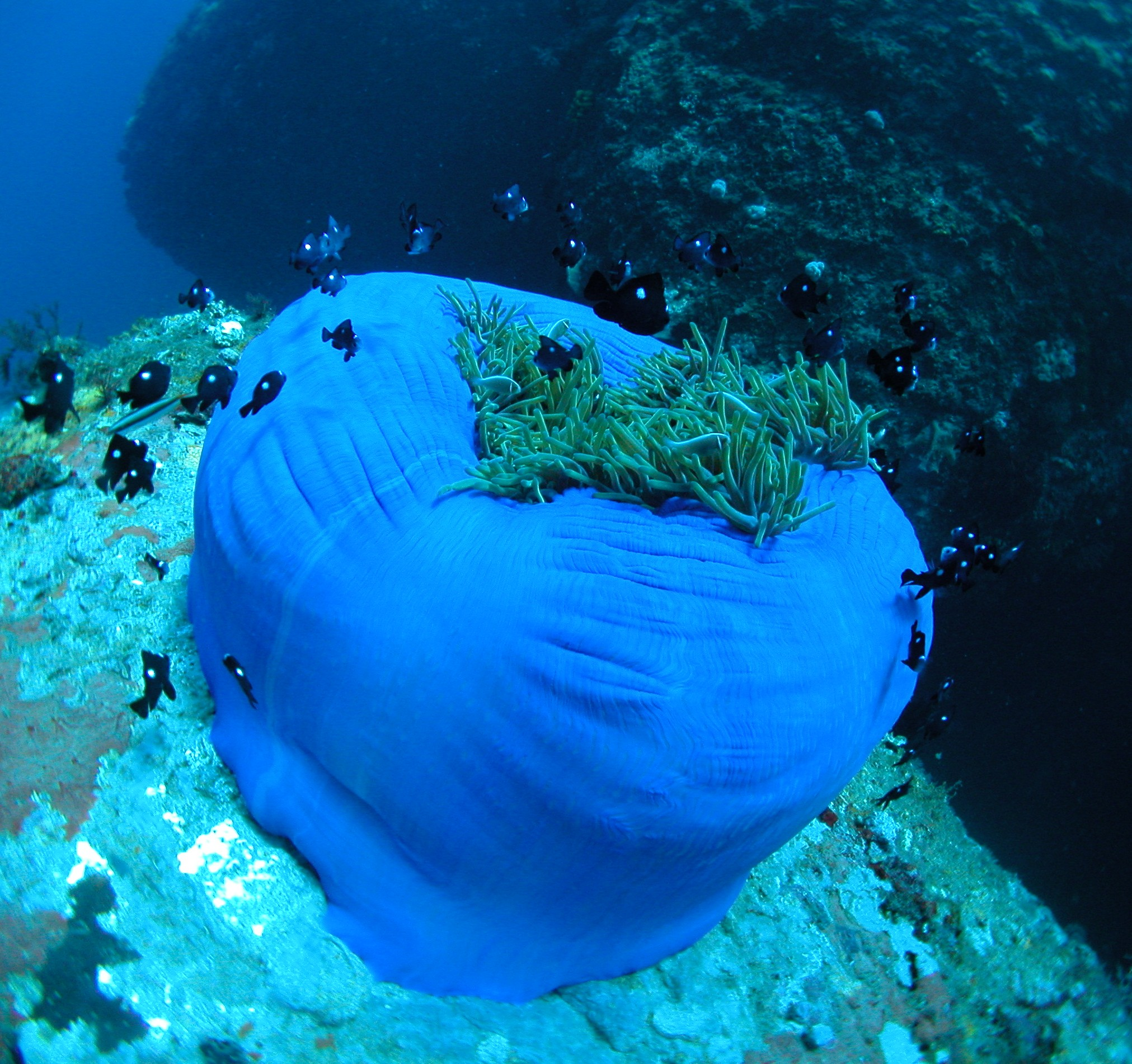
Anémone de mer à Nha Trang (2002).

Lieu historique et berceau de la plongée au Viêt Nam, la région de Nha Trang se distingue par deux grandes zones de plongée sous-marine concentrant à elles seules des dizaines de spots répartis autour de nombreuses îles et quasiment tous accessibles dès le niveau 1 (FFESSM) ou Open Water Diver (PADI, Scuba schools international (SSI)) :
- la baie de Nha Trang avec ses nombreuses îles ;
- la baie de Van Phong, plus au nord, qui a été classée par l'Organisation mondiale du tourisme.

Ces deux baies bénéficient d’un micro climat exceptionnel qui les épargne de la saison des pluies qui a lieu de juin à septembre.
On évitera cependant la période de novembre à janvier car en cette période, les vagues sont trop formées et la visibilité moyenne.
La température de l'eau varie de 24 à 30 °C et la visibilité s'étend de 10 à + de 30 mètres.
Il n'y a pas ou peu de courant, pas de vent et une mer généreusement calme.

### Baleines et requins-baleines de la baie de Van Phong
Chaque année entre avril et juillet, des baleines et des requins-baleines viennent séjourner dans l'archipel de la baie de Van Phong. Il est possible de voir simultanément jusqu'à une quinzaine de ces animaux se gavant de krill et de plancton qui abondent ici. Animaux sacrés au Viêt Nam, ils sont ici en sécurité : les pêcheurs leur vouent un culte particulier, associant ces animaux à la richesse et à l'abondance de leurs communautés.
Afin d'attirer les cétacés qui permettront la prospérité des membres du village, les pêcheurs construisent des temples consacrés à ces animaux. Il s'y déroule chaque année entre mars et avril des cérémonies d'accueil au Seigneur Poisson.
Chacun est fils de la baleine, et si par hasard un pêcheur découvre une dépouille de cet animal, il doit organiser des funérailles. Une tombe sera érigée pour les ossements de l'animal en un lieu déterminé par un géomancien. Devenant ainsi l'aîné des fils, il portera le deuil pendant trois ans.

### Miss Univers 2008

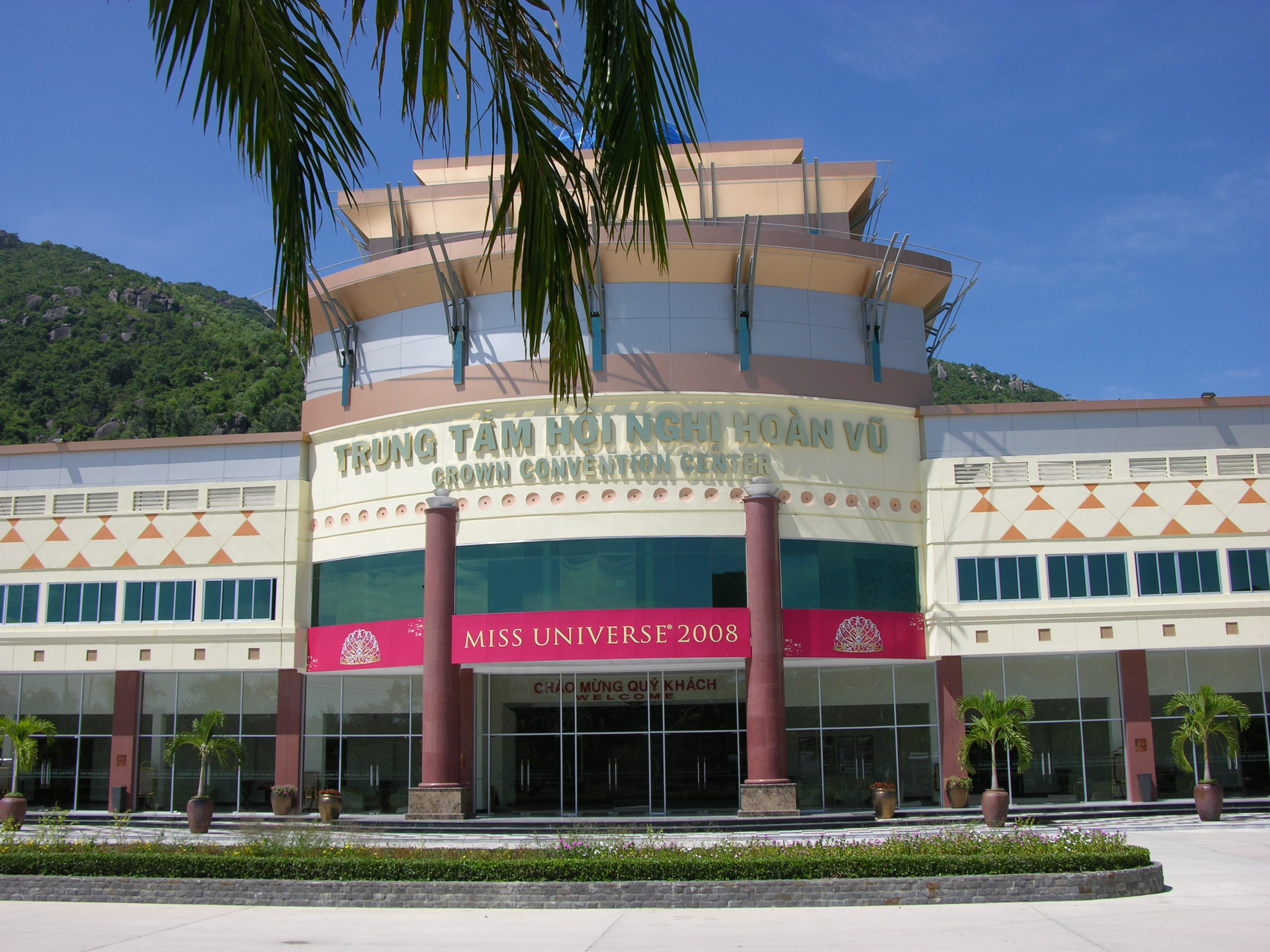
Le Crown Convention Center de Nha Trang aux couleurs de Miss Univers 2008.

L'élection de Miss Univers 2008 a eu lieu en août 2008 à Nha Trang, au Crown Convention Centre (capacité : 7 000 places).
Cet événement a vu le sacre de Dayana Mendoza (Miss Venezuela) devant plus de 75 millions de téléspectateurs du monde entier.
Quelques jours avant l'élection, plus de 80 filles du monde entier ont parcouru les villes du Viêt Nam (comme Hô Chi Minh-Ville, Hanoï), elles ont su apprendre la culture vietnamienne et pendant un mois, à se connaître.

## Enseignement supérieur et instituts scientifiques
Entre autres, Nha Trang possède :
- une école normale supérieure ;

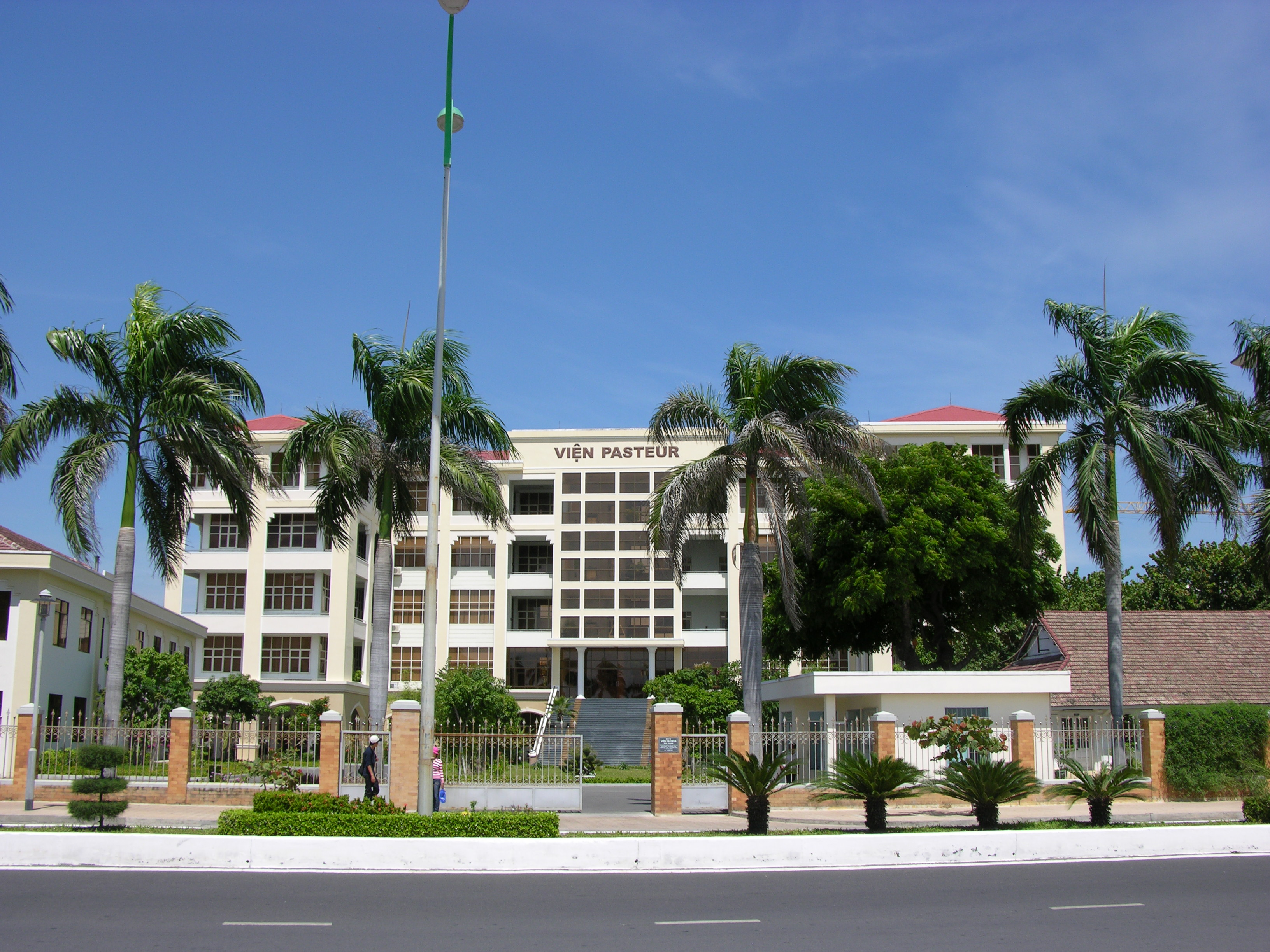
Institut Pasteur de Nha Trang.

- un centre de coopération française ;
- un institut océanographique ;
- un institut Pasteur (fondé par Alexandre Yersin) ;
- une branche de l'institut de science des matériaux ;
- une université des pêches.

## Personnages célèbres
- Alexandre Yersin (1863-1943), scientifique, explorateur franco-suisse qui s'est établi éleveur et agriculteur à Nha Trang et y est mort.
- Ngọc Lan (1956-2001), chanteuse vietnamienne.
- Dang Le Nguyen Vu (né en 1971), homme d'affaires vietnamien